# Vaz/Obervaz
Vaz/Obervaz (rétorománsky Vaz, německy Obervaz) je obec ve švýcarském kantonu Graubünden, okresu Albula. Nachází se asi 15 kilometrů jižně od kantonálního hlavního města Churu, v nadmořské výšce 1 300 metrů. Má přibližně 2 800 obyvatel.
Obec Vaz/Obervaz zahrnuje bývalé obce (dnes místní části) Lain, Muldain, Zorten, Lenzerheide a Valbella a osady Nivagl, Fuso, Trantermoira, Sporz, Tgantieni, Sartons a Creusen. Osada Obersolis pak leží za řekou Albulou na jižní straně soutěsky Schinschlucht.

## Geografie

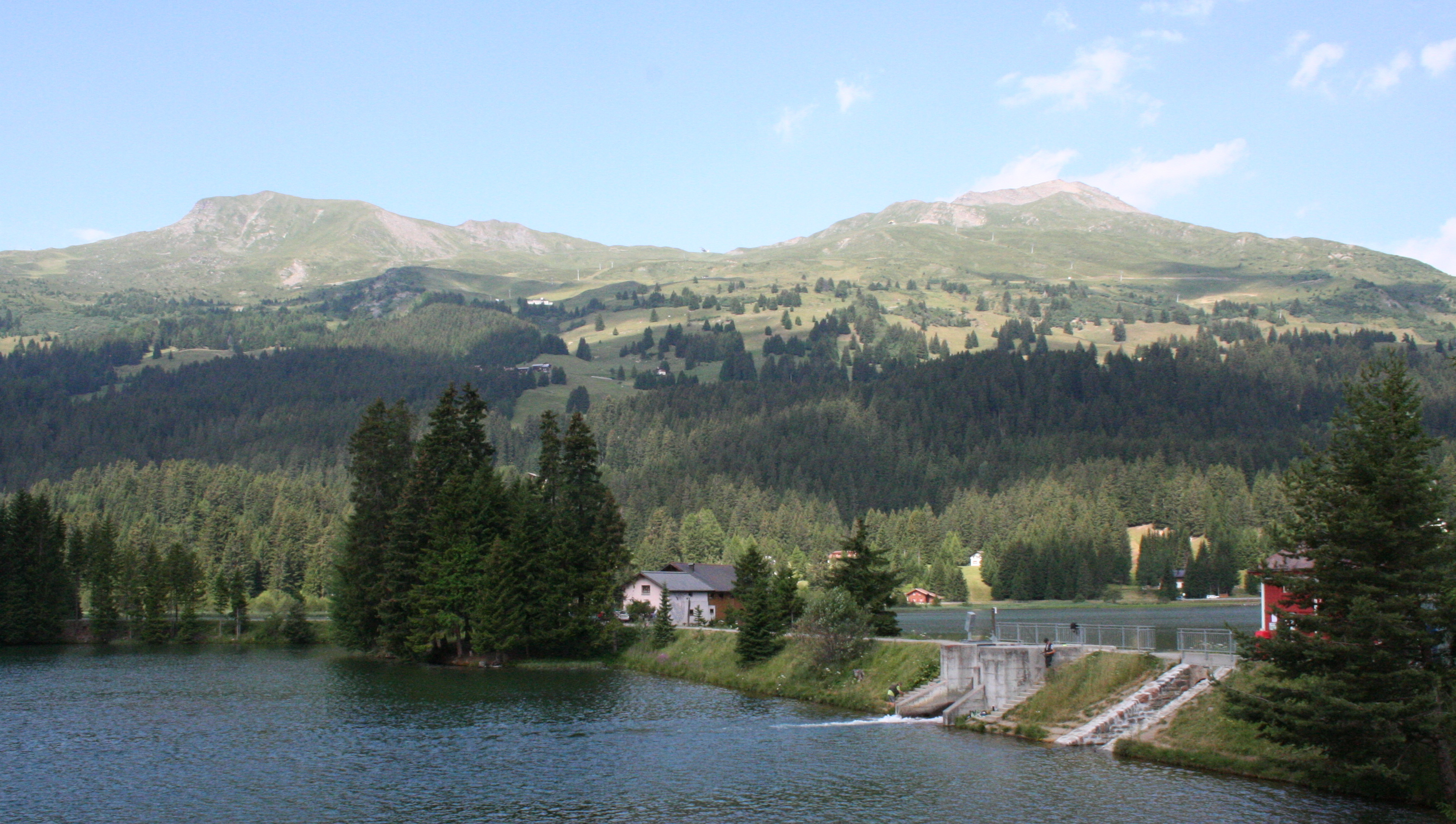
Piz Danis a Stätzerhorn

Skutečná obec s názvem Vaz/Obervaz neexistuje. Bývalé samostatné obce, dnešní místní části Lain, Muldain a Zorten se však běžně označují jako Obervaz.
Území obce Vaz/Obervaz se rozkládá severojižním směrem od Parpanu k Alvascheinu nebo Lantsch/Lenzu a východozápadním směrem od horského masivu Parpaner Rothorn k rozsáhlým vysokohorským pastvinám pod Piz Scalottas, Piz Danis a Stätzerhorn. Na jižním svahu Crap la Pala se terén prudce svažuje k hluboce zaříznuté soutěsce Albula. Rozdíly v nadmořské výšce v rámci katastru obce jsou značné: nejnižší bod se nachází ve výšce necelých 700 m n. m. v soutěsce Schinschlucht, zatímco nejvyšší bod dosahuje 2 865 m n. m. na Parpaner Rothorn. Hlavní části obce se nacházejí v průměrné nadmořské výšce 1 200 m, lázeňské středisko Lenzerheide s jezerem Heidsee v nadmořské výšce kolem 1 500 m. Celá obec se rozkládá na ploše 4 245 ha, čímž se Vaz/Obervaz řadí mezi největší obce kantonu Graubünden. Cca 730 ha tvoří zemědělská půda. Obec Vaz/Obervaz se nachází v regionu, nazývaném lokálně Surmeir.

## Obyvatelstvo
| Rok            | 1735 | 1775 | 1819 | 1850 | 1888 | 1900 | 1910 | 1920 | 1930 | 1941 | 1950 | 1960 | 1980 | 1990 | 2000 | 2010 | 2020 |
| Počet obyvatel | 554  | 614  | 750  | 886  | 768  | 913  | 965  | 1337 | 1411 | 1489 | 1568 | 2003 | 2067 | 2311 | 2691 | 2612 | 2802 |

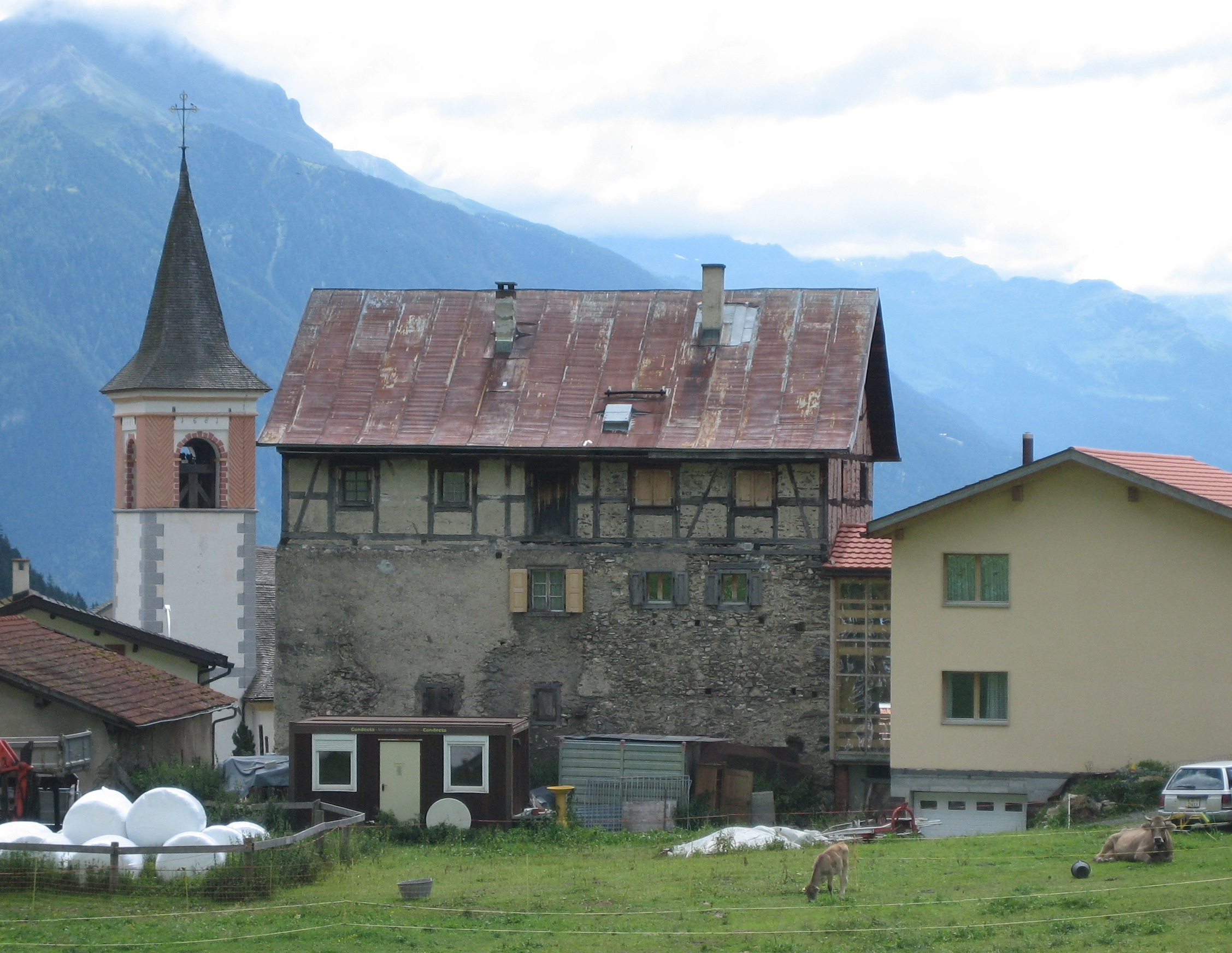
Domy v místní části Muldain

Až do roku 1900 se usedlá část obyvatelstva živila téměř výhradně zemědělstvím a její počet byl po staletí téměř konstantní. Moserové a Kolleggerové, kteří měli právo bydlet v Obervazu, byli většinou na havířských cestách, a proto měli na statistiku obyvatelstva malý vliv. Nicméně v letech 1892–1905 matrika zemřelých zaznamenala kromě 115 zemědělců také dva obchodníky s postroji, podomní obchodníky a jednoho zvonaře.
Mnoho potomků rodin Moserů a Kolleggerů stále žije v obci a zastává veřejné funkce. Další komunity jsou roztroušeny po celém Švýcarsku, mnohé z nich ve městech St. Gallen, Curych a Basilej. Mnozí z „Vazer Jenische“ stále žijí v mobilních obydlích a provozují svá tradiční řemesla, i když většina z nich nyní žije v jiných částech země.
V celém Švýcarsku se výraz Vazer dlouho používal jako synonymum pro „Jeniš“ nebo „cikán“. Herec Zarli Carigiet, imitující trampa, dodal této mylné představě na aktuálnosti zpěvem i bi vo Vaz und kumma vo Vaz und bi au z Vaz dahaima.

### Jazyky
V obci Vaz/Obervaz se mluví rétorománsky a německy. Tzv. Rumantsch da Vaz, kterou se v obci mluví, je fonetickou obměnou rétorománského dialektu Surmiran. Charakteristickými hláskami jsou „oi“ jako „moir“ (v Surmiran „meir“, česky „zeď“), „eu“ jako „neus“ (v Surmiran „nous“, česky „my“) a znělé „sch“ jako „schantar“ (v Surmiran „giantar“, česky „oběd“). Moserové a Kolleggerové, kteří se přistěhovali z Tyrolska a Štýrska, občas používají ve svým rodinných kruzích fonetické variety a výrazy z východního Švýcarska, Tyrolska a jenského jazyka. V průzkumu z roku 2000 uvedlo 2,16 % obyvatel jako svůj mateřský jazyk také portugalštinu, což z ní činí třetí nejrozšířenější úřední jazyk v obci po němčině (82,09 %) a rétorománštině (9,03 %). Předstihla tak i italštinu, kterou historicky mluví také několik desítek místních obyvatel.
Úpadek rétorománštiny je zejména v posledních dekádách dramatický. Zatímco v roce 1880 mluvilo nářečím Surmiran 92,0 % a v roce 1910 83,24 % obyvatel, v roce 1941 to bylo již jen 55,8 %. Od roku 1960 mají německy mluvící obyvatelé relativní většinu a od roku 1980 absolutní většinu. Dnes je jediným úředním jazykem němčina, ale úřady stále částečně používají rétorománštinu, kterou však primárně hovoří již méně než desetina místních. Vývoj od roku 1980 ukazuje následující tabulka:
| Jazyky ve Vaz/Obervaz |                   |                   |                   |                   |                   |                   |
| Jazyk                 | Sčítání lidu 1980 | Sčítání lidu 1980 | Sčítání lidu 1990 | Sčítání lidu 1990 | Sčítání lidu 2000 | Sčítání lidu 2000 |
| Jazyk                 | Počet             | Podíl             | Počet             | Podíl             | Počet             | Podíl             |
| Němčina               | 1 297             | 62,75 %           | 1 728             | 74,77 %           | 2 209             | 82,09 %           |
| Rétorománština        | 594               | 28,74 %           | 368               | 15,92 %           | 243               | 9,03 %            |
| Italština             | 66                | 3,19 %            | 52                | 2,25 %            | 49                | 1,82 %            |
| Počet obyvatel        | 2 067             | 100 %             | 2 311             | 100 %             | 2 691             | 100 %             |

### Osobnosti
- Heini Hemmi (* 1949), švýcarský alpský lyžař, žije v místní části Valbella